# Mlinari
Mlinari su naselje u Hrvatskoj u sastavu Grada Vrbovskog. Nalaze se u Primorsko-goranskoj županiji.

## Zemljopis
Zapadno su Tići, sjeverozapadno su Žakule, Moravice, Dokmanovići i Jakšići, sjeverno su Vučinići, sjeveroistočno su Međedi, jugozapadno su Radoševići. 

## Stanovništvo
| broj stanovnika |       |       |       | 38    | 29    | 25    | 20    | 30    | 43    | 47    | 42    | 32    | 14    | 10    | 9     | 7     | 7     |
|                 | 1857. | 1869. | 1880. | 1890. | 1900. | 1910. | 1921. | 1931. | 1948. | 1953. | 1961. | 1971. | 1981. | 1991. | 2001. | 2011. | 2021. |